# ژینت نوو
ژینت نووُ (فرانسوی: Ginette Neveu‎؛ ۱ اوت ۱۹۱۹ – ۲۸ اکتبر ۱۹۴۹) یک نوازندهٔ مشهور ویولن اهل فرانسه بود.
برادر او، «ژان-پل نووُ»، نوازندهٔ پیانو بود و آهنگساز و نوازندهٔ فرانسوی ارگ «شارل ماری ویدر» عموبزرگ آنها محسوب می‌شد.
وی دانش‌آموختهٔ «کنسرتوار پاریس» و از شاگردان «ژول بوشه‌ریت»، «ژرژ انسکو»، «نادیا بولانژه» و «کارل فلش» بود. ژینت در سن ۱۶ سالگی در «رقابت‌های ویولن‌نوازی هنریک وینیاوسکی»، در میان ۱۸۰ شرکت‌کننده، برندهٔ جایزهٔ اول این مسابقات مهم شد و «داوید اویستراخ» به مقام دوم و «هنری تمیانکا» به مقام سوم دست یافتند. او در مدت کوتاهی به شهرت جهانی دست یافت و در کشورهای مختلف دنیا، به اجرای برنامه پرداخت.
ژینت و برادرش، به همراه قهرمان بوکس فرانسه مارسل سردان، در سانحهٔ سقوط هواپیمای لاکهید ال ۷۴۹ کانستلیشنِ شرکتِ هواپیمایی ایر فرانس در تاریخ ۲۸ اکتبر ۱۹۴۹ در «جزیرهٔ سائو میگل» (واقع در مجمع‌الجزایر آزور پرتغال) درگذشتند. او در هنگام مرگ، ۳۰ سال سن داشت.